# Турако мозамбіцький
Турако мозамбіцький (Tauraco livingstonii) — вид птахів родини туракових (Musophagidae).

## Назва
Вид названо на честь Чарльза Лівінгстона, брата британського мандрівника Девіда Лівінгстона.

## Поширення
Вид поширений в Південно-Східній Африці. Трапляється на півдні Танзанії, в Малаві, на сході Зімбабве, в Мозамбіку та вздовж субтропічного узбережжя ПАР. Крім того, існує ізольована популяція в Бурунді. Мешкає в прибережних і гірських тропічних лісах на висоті до 2500 м.

## Опис
Птах середнього розміру, завдовжки до 45 см. Вага — 260—380 г. Голова, спина, груди зеленого кольору. Крила, задня частина спини та хвіст зеленого, блакитно-зеленого або пурпурового забарвлення. Внутрішня частина крил — червоного кольору, її можна побачити лише у польоті. На голові є еректильний зелений гребінь з білими кінчиками. Навколо очей є червоне кільце, яке обведене двома білими лініями. Дзьоб короткий, але міцний, гачкуватий, помаранчевого кольору.

## Спосіб життя
Трапляється парами або невеликими групами до 30 птахів. Проводить більшу частину свого часу серед гілок дерев, хоча може регулярно спускатися на землю, щоб попити. Живиться плодами, квітами, насінням, рідше комахами. Селекційний сезон починається у вересні і може тривати до лютого. Гніздо будує серед гілок високого дерева. У кладці 2-3 яйця. Інкубація триває близько 20 днів. Пташенята народжуються вкриті коричневим пухом та з відкритими очима. Вони вчаться літати у 5-тижневому віці.

## Підвиди
- T. l. reichenowi (G. A. Fischer, 1880), поширений у гірських районах Східної Танзанії.
- T. l. cabanisi (Reichenow, 1883), прибережні рівнини Танзанії, Мозамбіку та північно-східної ПАР.
- T. l. livingstonii (G. R. Gray, 1864, мешкає в гірських хребтах Малаві, Північному Мозамбіку та на сході Зімбабве.